# Kaschauer Privileg
Im Kaschauer Privileg wurden dem polnischen Adel erstmals politische Vorrechte eingeräumt. Es wurde am 17. September 1374 von Ludwig dem Großen erlassen.
Das Privileg von Kaschau brachte dem Adel eine Erleichterung bei Steuern und beim Kriegsdienst. Dafür bestätigte der Adel die weibliche Thronfolge für eine von Ludwigs Töchtern (Katharina, Maria oder Hedwig). Durch die Privilegien wurde ein Erstarken des Adels gefördert und die politische Schwächung des Königtums beschleunigt.